# Raiza Goulão
Raiza Goulão, née le 28 février 1991, est une coureuse cycliste brésilienne. Spécialisée en VTT cross-country, elle est championne panaméricaine de cette discipline en 2018 et a représenté le Brésil aux Jeux olympiques de 2016.

## Palmarès

### Jeux olympiques
- Rio 2016
  - 20e du cross-country

### Championnats du monde
- Champéry 2011
  - 38e du cross-country espoirs
- Saalfelden 2012
  - 26e du cross-country espoirs
- Pietermaritzburg 2013
  - 11e du cross-country espoirs
- Lillehammer 2014
  - 37e du cross-country
- Valnord 2015
  - 28e du cross-country
- Nove Mesto 2016
  - 23e du cross-country
- Cairns 2017
  - 14e du cross-country
- Lenzerheide 2018
  - 29e du cross-country

### Championnats panaméricains
- 2012
  -  Championne panaméricaine du cross-country espoirs
- 2013
  -  Championne panaméricaine du cross-country espoirs
- 2014
  - 9e du cross-country
- 2016
  -  Médaillée d'argent du cross-country
  -  Médaillée d'argent du relais mixte
- 2017
  - 5e du cross-country
- 2018
  -  Championne panaméricaine du cross-country
- 2022
  -  Médaillée de bronze du short-track
- 2023
  -  Médaillée d'argent du short-track
  -  Médaillée d'argent du relais mixte
  -  Médaillée de bronze du cross-country

### Jeux panamaméricains
- 2015
  - 5e du cross-country
- 2023
  -  Médaillée de bronze du cross-country

### Jeux sud-américains
- 2014
  -  Médaillée d'argent du cross-country
- 2022
  -  Médaillée d'or du cross-country

### Championnats nationaux
- Championne du Brésil de cross-country en 2016, 2017 et 2020